# اولیس (شعر)

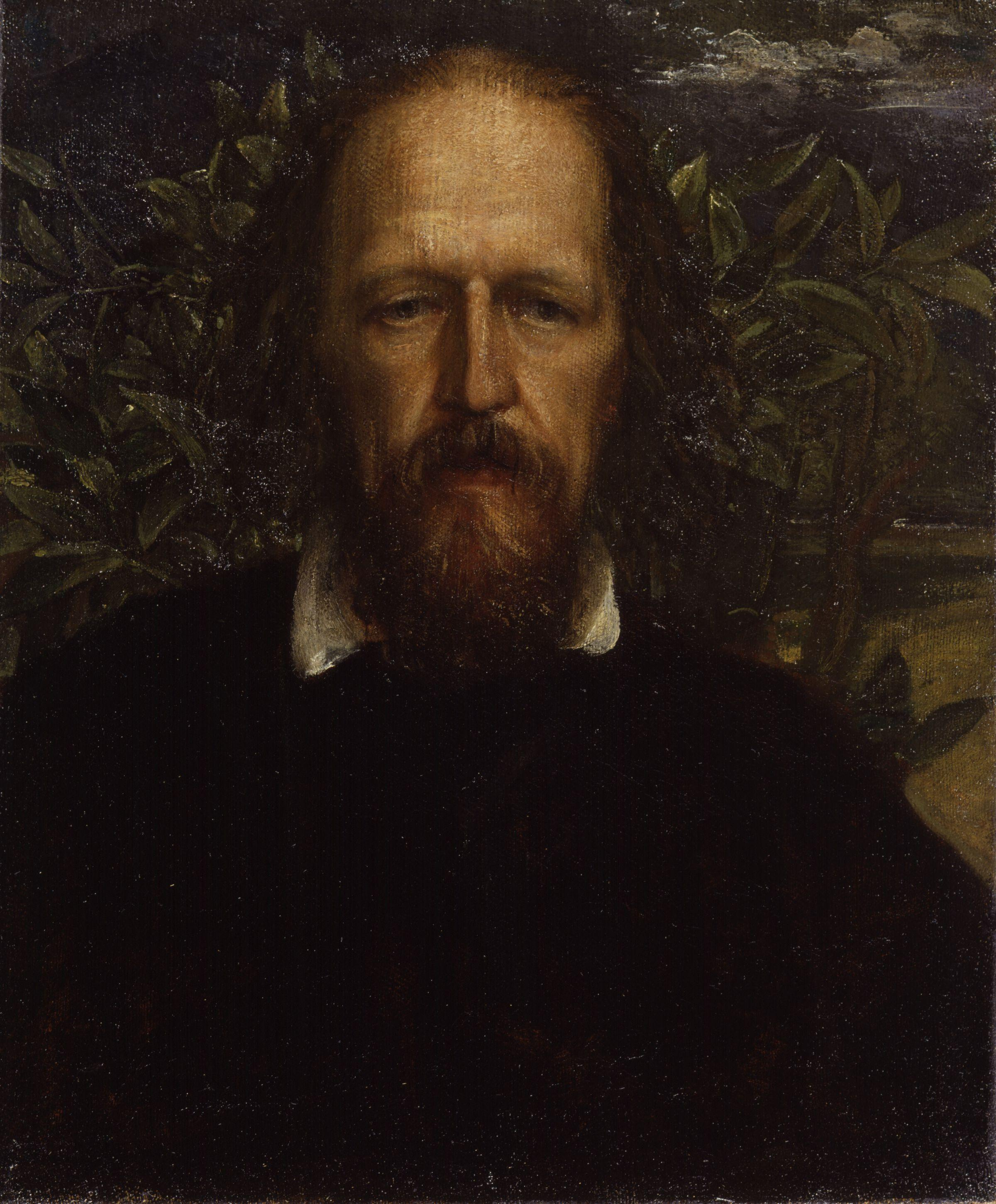
آلفرد تنیسون، بارون تنیسون یکم. پرتره شاعر «اولیس» اثر جرج فردریک واتس، حدود سال‌های ۱۸۶۳–۱۸۶۴ میلادی. این اثر در سال ۱۸۹۵ به گالری ملی پرترهٔ لندن اهدا شده‌است.

«اولیس» شعری بی‌قافیه از آلفرد تنیسون (۱۸۰۹–۱۸۹۲)، ملک‌الشعرای بریتانیا در دورهٔ ویکتوریا، است.

راوی شعر اولیسِ افسانه‌ای (یا اودیسئوس به یونانی) است که از سفرهای پرماجرا و درازش (چنان‌که در ادیسهٔ هومر شرحش رفته) به قلمروی خود، یعنی جزیرهٔ ایتاکا، بازآمده‌است؛ و علی‌رغم برگشت به آغوش همسر و پسرش (پنلوپه و تِلِماخوس)، از بی‌قراری و ناخشنودی گله می‌کند و باز عطش سیاحت دارد.

«اولیس» مشتمل بر هفتاد خط شعر بی‌قافیه در قالبِ تک‌گویی نمایشی است، در وزنِ پنج‌وتدی یامبیک.

تنیسون این شعر را در سال ۱۸۳۳ در پی درگذشت دوست نزدیکش آرتور هنری هالم نوشت و در سال ۱۸۴۲ در جلد دوّم کتاب اشعارش چاپ کرد.
مخاطره‌های اولیس نخستین بار در ایلیاد و ادیسهٔ هومر (حدود سده‌های هفتم و هشتم پیش از میلاد) روایت شد و از آن پس سخنورانِ اروپایی فراوانی شخصیت اولیس را در آثار خود بازنمودند. اولیس در شعر تنیسون بیش از همه یادآورِ شخصیت اولیسه در کمدی الهی دانته است. در بازخوانی دانته، اولیسه به کیفر «ابداع مکارانهٔ آن اسب دروازه‌گشا» و «جستن دانش ورای مرزهای فهم آدمیزاده» میان «مشاوران مزوّر» در دوزخ عذاب می‌بیند.

در طول سالیان، غالب خوانندگانِ شعرْ اولیس را راسخ و قهرمان‌وار دانسته‌اند و او را برای عزمش «پی کوشیدن، پی جوییدن، پی یافتن، و دمی سر نسپردن» ستوده‌اند.
هم اظهارات تنیسون پیرامون این شعر و هم وقایع زندگانیش بر این تفسیر از «اولیس» صحه می‌گذارد. بااین‌حال شارحان متأخر تفسیرهای دیگری از «اولیس» ارائه می‌کنند که بر آیرونی احتمالی در شعر تأکید دارد، مثلاً اینکه اولیس خودخواهانه می‌خواهد خانواده و سرزمینش را ترک گوید یا اینکه تداعی‌گر شخصیت‌های خدشه‌دار در ادبیات پیشین است.
با اینکه منتقدان معاصر تنیسون دید مثبتی به «اولیس» داشتند، اصالت یافتن آن در میان مجموعه آثار تنیسون دهه‌ها طول کشید.

در قرن بیستم تفسیرهایی جدید و آیرونیک از شعر عرضه شد و همچنین شاعرانی چون تی. اس. الیوت از آن استقبال کردند. امروزه «اولیس» شعری تحسین‌شده است، از برخی قطعات آن به‌کرات نقل قول می‌شود، و شعارهای سازمان‌ها و کسان متعددی از آن اقتباس شده‌است.

## خلاصه و ساختار شعر

### مضمون و محتوا
در آغاز شعر، اولیس از سفر دور و درازش متعاقب شرکت در جنگ تروآ به قلمروی خود یعنی جزیرهٔ ایتاکا بازگشته‌است، باز درگیر زندگی خانگی شده، از نامرادی گله می‌کند، و «قوم وحشی‌وار»ی (خط ۴) را که بر آن فرمان می‌راند به دیدهٔ بی‌تفاوتی می‌نگرد. اولیس بی‌قراری و ملال حالش را با گذشتهٔ قهرمانانه‌اش می‌سنجد و در مورد کهنسالی و ناگزیری مرگ می‌اندیشد:
| توگویی نَفَس کشیدن زندگیست. زندگی انباشته بر زندگی |  | 24 As tho' to breathe were life. Life piled on life |
| همه ناچیز بود، و از یک [نَفَس] برای من             |  | 25 Were all too little, and of one to me            |
| ناچیزی مانده …                                   |  | 26 Little remains ...                               |

اولیس سودای آزمودن و دانستن بیشتر دارد. تاج‌وتختی که اولیس آن را ناگوار می‌انگارد پس از او به پسرش تلماخوس می‌رسد. با اینکه به نظر او تلماخوس حکمران شایسته‌ای خواهد بود — «هیچ سرزنشی بر او روا نیست، ایستاده در مرکز حبابی/ از روزمرگی» (خط ۳۹) — چنین می‌نماید که پیوند بین اولیس و پسرش گسسته شده — «او سر به کار خود دارد و من سر به کار خویش» (خط ۳۹) — و رسوم حکمرانی او را درنمی‌یابد — «با تدبیر آهسته» و «به تدریج و با نرمی» (خطوط ۳۶ و ۳۷). در پایان اولیس رو به یاران دریانوردش می‌کند و ایشان را به مخاطرهٔ دیگری فرامی‌خواند. اولیس قولی مبنی بر عاقبت به خیر شدن‌شان به آن‌ها نمی‌دهد ولی می‌کوشد گذشتهٔ قهرمان‌وارشان را به ایشان یادآوری کند:
| ... بیایید، یاران من،                          |  | 56 … Come, my friends,                         |
| برای جستن جهانی نو دیر نیست.                   |  | 57 'Tis not too late to seek a newer world. ,  |
| به پیش، و پشت بر پشت آورید و پاروها را         |  | 58 Push off, and sitting well in order smite   |
| بر آبراهه‌های دریا کوبید، که باید               |  | 59 The sounding furrows; for my purpose holds  |
| تا ورای غروب برانم، و تا خزینه‌های              |  | 60 To sail beyond the sunset, and the baths    |
| همهٔ اختران مغربی، تا هنگامی که بمیرم           |  | 61 Of all the western stars, until I die.      |
| شاید که تنگه‌ها ما را در خود فرو کشند           |  | 62 It may be that the gulfs will wash us down; |
| شاید که به جزایر خرم برسیم                     |  | 63 It may be we shall touch the Happy Isles,   |
| و آشیل کبیر را، که او را می‌شناختیم، دیدار کنیم |  | 63 And see the great Achilles, whom we knew.   |

### وزن شعری
لحن شعر بی‌پیرایه ولی پرقدرت است و حالات خلقی متناقض راوی‌ای را بیان می‌کند که می‌خواهد جایگاه خود را میان گذشته و آینده‌اش بیابد.
در شعر به‌کرات ضدیتی مؤثر بین احساسات کلام اولیس و صدای بیانگر آن‌ها پدیدار است.
مثلاً وزن پنج‌وتدی یامبیک (وزنی که از تکرار پنج یامب یا پایهٔ عروضی بلندآخر به دست می‌آید) در شعر به‌دفعات با دوبلنده‌ها (پایه‌های عروضی‌ای که شامل دو هجای بلند هستند) منقطع شده‌است.
این زبان سنگین خوانش شعر را آهسته می‌کند و در جای دیگر احتمال غیرقابل اعتماد بودن راوی را تقویت می‌سازد:
| 19 |  | yet    | all  | ex- | -pe-   | -ri-   | -ence  | is    | an   | arch | where- | -thro' | بااین‌همه زندگانی طاقی است که از درونش |  |
|    |  | ᴗ      | –    | ᴗ   | –      | ᴗ      | –      | ᴗ     | –    | ᴗ    | –      | –      |                                       |  |
| 20 |  | Gleams | that | un- | -trav- | -ell'd | world, | whose | mar- | -gin | fades  |        | جهانی نادیده می‌درخشد و کرانه‌اش        |  |
|    |  | ᴗ      | –    | ᴗ   | –      | ᴗ      | –      | ᴗ     | –    | ᴗ    | –      |        |                                       |  |
| 21 |  | for    | ev-  | -er | and    | for    | ev-    | -er   | when | I    | move.  |        | هر چه که پیش می‌روم جز ناپدید نمی‌شود.  |  |
|    |  | ᴗ      | –    | ᴗ   | –      | ᴗ      | –      | ᴗ     | –    | ᴗ    | –      |        |                                       |  |

– = هجای بلند یا تکیه‌دار، ᴗ = هجای کوتاه یا بدون تکیه، – = هجای بلند یا تکیه‌دار اضافی
شاعر و منتقد ادبی متیو آرنولد در مورد اثر عروضی سنگین شعر می‌گوید «خواندن همین سه خط به اندازهٔ کل کتاب ایلیاد طول می‌کشد.»
چندی از جملات شعر نیز در انتهای خط ناتمام می‌مانند و از سرخط ادامه می‌یابند (به‌اصطلاح خط‌ها موقوف‌المعانی می‌شوند). این امر ناظر بر بیقراری و ناخشنودی اولیس است.

### فرم
«اولیس» شامل هفتاد خط شعر بی‌قافیه در قالب تک‌گویی نمایشی است. اینکه کلام اولیس چگونه در این قالب به کار رفته محل مناقشهٔ محققان است. معلوم نیست اولیس چه کس یا کسانی را مخاطب قرار می‌دهد و اینکه آیا اصلاً سخن او رو به مخاطبی هست یا نه. برخی شعر را حدیث نفسی می‌دانند که به‌تدریج مبدل به نطقی عمومی می‌شود، چرا که به نظر می‌رسد اولیس در موومان نخست با خودش سخن می‌گوید، سپس به مخاطبی پسرش را معرفی می‌کند، و در نهایت برای مخاطب قرار دادن یاران دریانوردش به ساحل دریا می‌رود.
در این تفسیر از شعر، بیانِ به‌نسبت بی‌تکلف و روراست موومان اول در تقابل با لحن سیاستمدارانه‌تر موومان‌های دوم و سوم قرار دارد. مثلاً دومین بندِ مربوط به تلماخوس (خط‌های ۳۳ تا ۴۳)، که در آن‌ها اولیس دربارهٔ زندگی خانگی تأمل می‌کند، «نسخهٔ ویرایش‌شده برای مصرف عمومی خط‌هایِ ۱ تا ۵ شعر» است، به‌گونه‌ای که «قوم وحشی‌وار» خط ۴ در این بند به «مردمانی سخت» تبدیل می‌شود.
ممکن است تفسیرهای آیرونیک از شعر نتیجهٔ گرایش خوانندهٔ امروزی به لزوم غیرقابل اعتماد دانستن راوی در تک‌گویی‌های نمایشی باشد. به باور منتقد ادبی دوایت کالر، «اولیس» قربانی خوانش تجدیدنظرطلبانه‌ای شده‌است که در آن خواننده انتظار دارد حقیقت را با مشاهدهٔ لغزش‌های زبان اتفاقی راوی‌ای فریب‌کار کشف کند.
کالر خود «اولیس» را دیالکتیکی می‌داند که در آن راوی فضیلت‌های زندگی وقف عمل را با فضیلت‌های زندگی وقف نظر مقایسه می‌کند.
چهار مرحلهٔ عاطفی که اولیس آن‌ها را تجربه می‌کند (ابتدا نپذیرفتن زندگانی بی‌ثمرش پس از بازگشت به ایتاکا، سپس یادآوری گذشتهٔ قهرمانانه‌اش، سپس تصدیق شیوهٔ حکمرانی تلماخوس، و در نهایت برنامهٔ مخاطرهٔ دیگری را ریختن) مکاشفه‌آمیز است نه آیرونیک.

## زمینهٔ تاریخی

### تاریخچه چاپ
تنیسون کار بر روی «اولیس» را در ۲۰ اکتبر ۱۸۳۳ تمام کرد،
ولی این شعر تا سال ۱۸۴۲ و انتشار جلد دوم کتاب اشعار تنیسون به چاپ نرسید. برخلاف بسیاری از دیگر آثار مهم تنیسون، پس از چاپ دیگر ویرایشی بر «اولیس» صورت نگرفت.
در اصل شعر در چهار بند نوشته شده بود و در خط‌های ۶، ۳۳، و ۴۴ شکسته می‌شد. با این ساختار، بندهای اول و سوم از نظر موضوعی متقارنند و می‌توان آنان را به‌ترتیب صحنه‌های داخلی و خارجی یک تک‌گویی دانست. بااین‌حال در اغلب چاپ‌ها شکست بند اول حذف شده‌است.

### عناصر مربوط به شرح حال شاعر
تنیسون «اولیس» را در پی مرگ دوست نزدیکش آرتور هنری هالم (۱۸۱۱–۱۸۳۳) سرود. وی هالم را، که او نیز شاعر بود، در دانشگاه کمبریج ملاقات کرده بود و با او رابطهٔ عاطفی عمیقی داشت. این دو زمانی بسیار را به مقال‌های فلسفی و سرودن شعر گذرانده و فرانسه جنوبی، پیرنه، و آلمان را با هم گشته بودند. تنیسون باور داشت آینده‌ای درخشان، شاید در عرصهٔ سیاست، در انتظار هالم است.
خبر درگذشت هالم در اول اکتبر ۱۸۳۳ به تنیسون رسید. در این زمان تنیسون به همراه مادرش و نه تا از ده تا خواهر و برادرش در مسکنی کوچک در سامرسبای لینکلن‌شر می‌زیست. پس از مرگ پدرش در سال ۱۸۳۱، تنیسون مجبور شده بود به خانه بازگردد تا معاش خانواده‌اش را بر دوش کشد. در این دوران آشنایان بیش‌ازپیش نگران حال جسمی و روحی او بودند. درآمد خانواده اندک بود و سه تا از برادرانش هم به بیماری‌های روانی ابتلا داشتند. بااین‌همه وضع تنیسون اندکی رو به بهبود بود — داشت به وظایف زندگی خانگیش عادت می‌کرد، مجدداً با دوستانش رابطه‌ای برقرار کرده بود، و کتابی از اشعارش را در سال ۱۸۳۲ به چاپ رسانده بود — که خبر درگذشت هالم را به او رساندند. امیلیا، خواهر تنیسون که نامزد هالم بود نیز در این اندوه با او شریک بود.

### «اولیس» در ادبیات کلاسیک
اقتباس تنیسون از اولیس نخستین روایت مدرن این اسطوره است و جنبه‌هایی بسیار را از آثار متقدم وام می‌گیرد.
شخصیت اولیس (ادیسه در یونانی) را نخستین بار شاعر باستانی یونان هومر در اثرش به کار برد و بسیاری از شاعران متأخر، من‌جمله اوریپید، هوراس، دانته آلیگیری، ویلیام شکسپیر، و الکساندر پوپ، از آن اقتباس کردند. سراغِ پس زمینهٔ شعر را از ادیسهٔ هومر می‌توان گرفت: در کتاب یازدهم، تئیریاسِ پیشگو خبر می‌دهد که اولیس پس از سفری سخت به ایتاکا باز خواهد گشت، سپس سفری تازه و رازآلود را آغاز می‌کند، و بعدها به مرگی خواهد مرد آرام و «ناستیزه‌جویانه»، که به شکل مبهمی «از دریا» می‌آید. در پایانِ شعرِ تنیسون، اولیس دارد طرح سفر جدیدش را می‌ریزد.

## تفسیرها

### تفسیر شعر از منظر روحیات شاعر
به باور لیندا هیوز، پژوهشگر قرن نوزدهم انگلستان، «اولیس» (به ویژه رویکردش به زندگی خانگی) را باید در چارچوبِ عاطفیِ وضع خانگی تنیسون و همچنین از دست دادن دوست نزدیکش تفسیر کرد.
چراکه از یک سو ناخشنودی اولیس از زندگی در ایتاکا بازتاب وضع تنیسونِ عزاداری است ملول از به دوش کشیدن بار خانواده‌اش. از سوی دیگر اولیس مصمم است با آغازیدن سفری دیگر از عصر و بومش فراتر رود و ممکن است تصمیمش مبنی بر به چالش کشیدن وضع موجود سببِ جذابیت این اسطوره برای تنیسون بوده باشد؛
چه آنکه به گفتهٔ خود تنیسون این شعر «بیانگر احساسات من دربارهٔ لزوم ادامه دادن و ایستادگی کردن در نبرد زندگی است.»
او در جای دیگری می‌گوید: «در اولیس، که تحت حس فقدان و اینکه همه چیز از دست رفته ولی هنوز باید تا آخر زندگی مبارزه کرد نوشته شده، چیزهایی از خود من هست. احساسِ فقدان حتی بیشتر از بسیاری از شعرها در به یادبود بر نوشتن این شعر تأثیر گذارد.»
سراغ مرگ هالم را در بسیاری از اشعار تنیسون می‌توان گرفت، از جمله به یادبود آ.ه.ه.، یکی از ناب‌ترین آثارش که در سال ۱۸۳۳ کار را بر روی آن آغاز کرد و هفده سال بعد به پایان رساند.
دیگر منتقدان با اشاره به فقدان تجانس بین شعر و شاعر، «اولیس» را منحصر به فرد دانسته‌اند. و.و. رابسون می‌نویسد: «تنیسون، این موجود اجتماعی متعهد، این انسان یک‌بند قاطع و نستوه، احساساتی آتشین را به زبان تنیسون، ناآتشین‌ترین، تنهاترین، و نالان‌ترینِ شاعران به زبان می‌آورد.»
به باور او، این دو پرسونای قابل‌توجه تنیسون، یعنی «موجود متعهد اجتماعی» و شاعر افسرده و نالان، به‌شکل بی‌نظیری در شعر با هم ملاقات می‌کنند، ولی اینگونه می‌نماید که در متن حضور یکدیگر را درک نمی‌کنند.

### بافتار ادبی

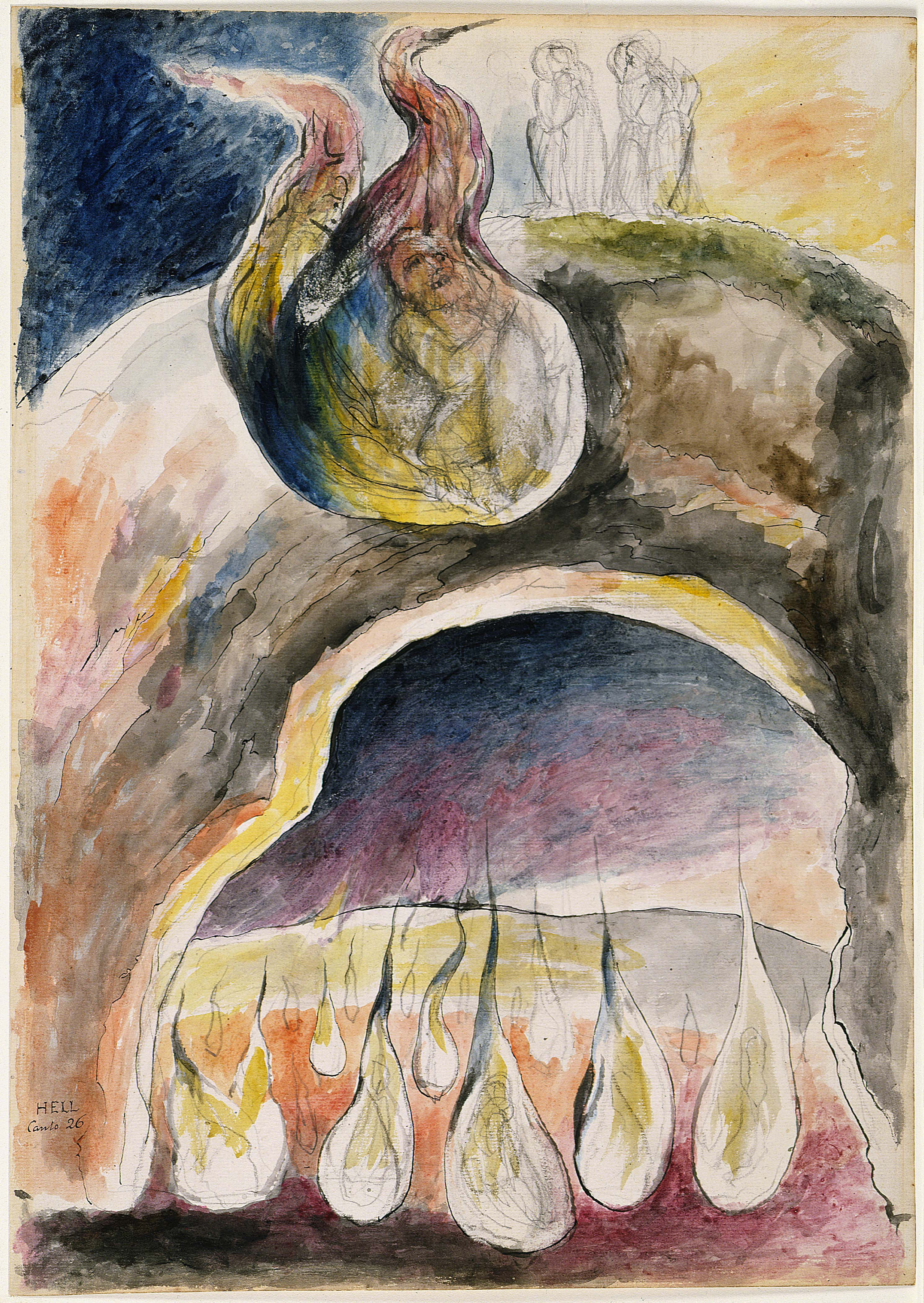
اودیسئوس و دیومدس در یکی از آبرنگ‌های ویلیام بلیک (۱۸۲۴–۱۸۲۷) از حلقهٔ هشتم دوزخِ کمدی الهیِ دانته

اولیسِ تنیسون آن مردِ مایل به امور عمومی‌ای که در شعر هومر هست نیست. منبع اصلی تنیسون برای شخصیت اولیس را باید در شخصیت اولیسهٔ کمدی الهی دانته جست، و این امر تأثیر مهمی در تفسیر شعر دارد. اولیسه داستان سفرش را در کانتوی بیست و ششم کمدی الهی روایت می‌کند. در دوزخ، اولیسه به سزای سوءاستفاده از استعداد خدادادی خِرَدش به حلقه هشتم دوزخ در میان مشاوران مزوّر محکوم شده. دانته اولیسه را، که «عطشی … از پی گشتن جهان» دارد، مشاوری شیطانی به تصویر می‌کشد که خانواده و تکالیفش در ایتاکا را پی شهوتش برای مخاطره قربانی می‌کند.
تنیسون این عطش را در طلب سیری‌ناپذیر اولیس برای دانستن منعکس می‌کند:
| این جانِ نقره‌فام چه مشتاقانه می‌خواهد  |  | 30 And this gray spirit yearning in desire   |
| به‌دنبالِ دانشْ چو اختری اُفتان          |  | 31 To follow knowledge like a sinking star,  |
| ورای دورترین مرزهای فهم آدمی فرورود. |  | 32 Beyond the utmost bound of human thought. |

بااین‌حال قصد شاعر برای یادآوری هومری بودن این شخصیت در برخی قطعه‌ها واضح است. «من نامی شده‌ام.» (خط ۱۱) یادآور قطعه‌ای در ادیسه است که در آن دمودوکوس در محضر شاه ترانه‌ای در باب مخاطره‌های ادیسه می‌خواند و سرشناسی او را تصدیق می‌کند؛ و به نظر می‌رسد در عباراتی چون «دریاهای گستردهٔ تاریک دلتنگند» (خط ۴۵) و «ژرفا[ی دریا]/ به نواهای بسیار می‌لولد و ناله می‌کند» (خط‌های ۵۵ و ۵۶) تنیسون آگاهانه اشعار هومر را تضمین می‌کند.
منتقدان همچنین تأثیر شکسپیر در دو قطعه را یادآوری کرده‌اند. در موومان نخست، «قوم وحشی‌وار»ی که «می‌اندوزند و می‌خوابند و می‌خورند و هیچ‌شان از من آگهی نیست.» (خط ۵) یادآور این حدیث نفس هملت است که «آدمی/ اگر همهٔ لذت و برنامهٔ اوقاتش جز خورد و خواب نباشد، چیست؟/ حیوانی، نه بیش.»
همچنین وقتی تنیسون می‌گوید «چه ملال‌آور است درنگ، به‌پایان رسیدن/ بی هیچ درخششی زنگار بستن و نیفروختن در کارزار!» یادآور شخصیت اولیسِ شکسپیر در ترویلوس و کرسیدا (حدود ۱۶۲۰) است:
| ایستادگی، ای سرورِ عزیزِ من،                           |  | Perseverance, my dear lord,                  |
| شرف را برق می‌اندازد: به‌پایان رساندن مانندِ این است که |  | Keeps honour bright: to have done is to hang |
| ازمدافتاده بمانی، چون جوشنی زنگ‌زده                   |  | Quite out of fashion, like a rusty mail,     |
| در مسخرگی کبیر.                                      |  | In monumental mockery.                       |

آخرین موومان «اولیس»، که از شناخته‌شده‌ترین قطعات در ادبیات انگلیسی در قرن نوزدهم است، شاهدی قطعی است بر تأثیر دانته.
اولیس از خویشتن و قلمروش روی برمی‌گرداند و از بندرها، دریاها، و دریانوردانش سخن می‌گوید. بااینکه رشته‌های ناخشنودی و کهنسالی در سراسر شعر پراکنده‌است، تنیسون در نهایت اولیس را با «پی کوشیدن، پی جوییدن، پی یافتن، و دمی سر نسپردن» (خط ۷۰) بدرقه می‌کند، که یادآور عطش اولیسهٔ دانته برای جستن دانشِ درخورِ دشنام ورای همهٔ نهایت‌ها است. سخنان اولیسِ تنیسون رو به دریانوردانش پژواکی است از نطق اولیسهٔ دانته که دریانوردانش را به سفر می‌خواند:
| گفتم: «ای برادران،                                             |  | 111 'O frati,' dissi, 'che per cento milia  |
| که از صدهزار خطر گذشته و به مغرب رسیده‌اید،                     |  | 112 perigli siete giunti a l'occidente,     |
| این دوران کوتاه هشیاری را که هنوز برایتان باقی است             |  | 113 a questa tanto picciola vigilia         |
| مغتنم شمارید.                                                  |  | 114 d'i nostri sensi ch'è del rimanente     |
| و امکان کشف دنیای نامسکون را                                   |  | 115 non vogliate negar l'esperïenza         |
| از راه تعقیب خورشید از کف مدهید                                |  | 116 di retro al sol, del mondo sanza gente. |
| تبار خود را در نظر آرید:                                       |  | 117 Considerate la vostra semenza:          |
| شما را برای آن نساختند که چون نابخردان عمر گذرانید، بلکه زادند |  | 118 fatti non foste a viver come bruti,     |
| تا به‌دنبال پاکی و دانش روید.»                                  |  | 119 ma per seguir virtute e canoscenza.'    |

بااین‌حال چنان‌که منتقدان قید می‌کنند، در روایتِ هومر دریانوردانِ اولیس مرده‌اند؛ بنابراین آیرونی قابل‌توجهی در نطق اولیس به دریانوردانش که «بیایید، یاران من، برای جستجوی جهانی نو دیر نیست.» (خط‌های ۵۶ و ۵۷) هست. از آنجا که اولیسهٔ دانته سفرش را کرده و در دوزخ آن را بازگو می‌کند، کل تک‌گویی اولیس را می‌توان خاطرات او پس از استقرار در دوزخ دانست.

### از صراحت تا آیرونی

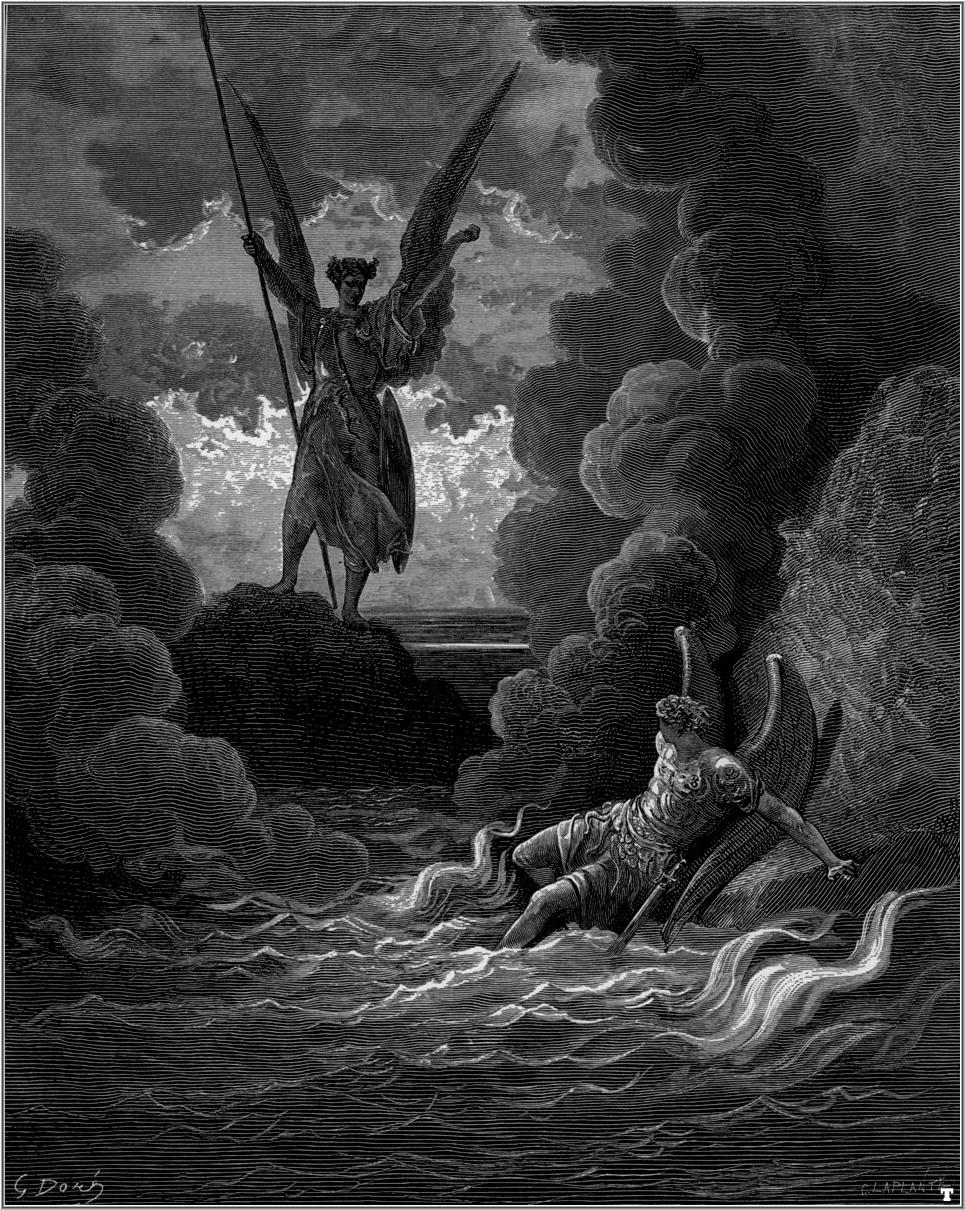
شیطان از دریای سوزان برمی‌خیزد (۱۸۶۶) اثر گوستاو دوره: تفسیری انتقادی از «اولیس»، خط آخر این شعر را مشابه نطق شیطان در بهشت گمشدهٔ جان میلتون مبنی بر «شجاعتی پی تسلیم نشدن و تن نیاسودن» می‌داند.

اینکه تا چه اندازه تنیسون بین خودش و اولیس این‌همانی قائل بوده محل یکی از قابل‌توجه‌ترین مباحثه‌ها بین پژوهشگران این شعر است.
منتقدان ادبی‌ای که فکر می‌کنند تنیسون با اولیس همذات‌پنداری کرده‌است برداشتی «صریح» یا بدون آیرونی از نطق اولیس دارند. دیگرانی بر آنند که تنیسون با اولیس همذات‌پنداری نمی‌کند، و نقدهای دیگر تناقضات کذایی در شخصیت اولیس را ناشی از خویشتنِ شاعر می‌دانند.
نکتهٔ کلیدی دربرداشت صریح از «اولیس» توجه به عناصر مربوط به شرح حال شاعر است. این چنین برداشتی بیانات تنیسون دربارهٔ شعر — «لزوم ادامه دادن و ایستادگی کردن» — را در نظر می‌گیرد و بر آن است که تنیسونی که پس از مرگ هالم برای مواجهه با زندگی به اراده‌ای مشابه ارادهٔ اولیس نیاز داشت، پیام شعر را با آیرونی تضعیف نمی‌کند.
به‌این‌ترتیب اولیس قهرمانی است که اراده‌اش برای جستن «کاری سترگ» (خط ۵۲) در مواجهه با «اجاقی رام» (خط ۲) و کهنسالی شجاعانه است.
عطش و جزمیت بیان تنیسون — و حتی گفته‌های خودش دربارهٔ شعر — حاکی از آن است که شعر، به رسم دوران ویکتوریایی، دلیری و پشتکار را می‌ستاید. در خوانش صریح، «اولیس» مداح روحیهٔ جستجوگر جوانانه حتی در کهنسالی است و تسلیم شدن و زندگی منفعلانه را رد می‌کند.
تا اوایل قرن بیستم، رویکرد خوانندگان به «اولیس» دلسوزانه بود. با مشهورتر شدن تنیسون، معنای شعر به شکل فزاینده‌ای مورد مباحثه قرار گرفت. پس از آنکه در سال ۱۹۴۸ پال اف. باوم از تناقضات اولیس و نظریات تنیسون انتقاد کرد، برداشت آیرونیک به برداشتی رایج تبدیل شد.
به باور باوم اولیسِ تنیسون رگه‌هایی از قهرمانان خدشه‌دار بایرونی دارد که مانند او عواطفی متناقض و خوداندیشی منتقدانه به نمایش می‌گذارند و مسئولیت اجتماعی را رد می‌کنند.
باوم و منتقدان متاخر حتی بیانیهٔ استوار پایانی اولیس — «پی کوشیدن، پی جوییدن، پی یافتن، و دمی سر نسپردن» — را آغشته به آیرونی می‌دانند و آن را با این گفتهٔ شیطان در بهشت گمشدهٔ جان میلتون (۱۶۶۷) که «شجاعتی پی تسلیم نشدن و تن نیاسودن» مقایسه می‌کنند.
نفرت آشکار اولیس به دوروبری‌هایش وجه دیگر رویکرد آیرونیک به شعر است. او اعلام می‌کند که «همباز زنی پیر» (خط ۳) است، ملالش را از حکمرانی بر «قومی وحش‌وار» (خط ۴) بیان می‌دارد، و بر تباین فلسفیش با پسرش تلماخوس تأکید دارد.
خوانشی شک‌گرا از بند دوم آن را مدحی افاده‌آمیز از تلماخوس و رد «تدبیر آهسته» اش (خط ۳۶) می‌داند. با این‌حال، صفاتی که برای توصیف تلماخوس به کار رفته — «بی هیج سرزنشی»، «خردمندانه»، و «محجوب» — عباراتی با بار مفهومی مثبت در دیگر شعرهای تنیسون و سنت کلاسیک غربی (جایی که «بی هیچ سرزنشی» صفتی برای خدایان و قهرمانان است) هستند.
در سال ۱۹۵۴ منتقد ادبی ای. جِی. کیاسون بر آن بود که اولیس به زندگی پس از مرگ ایمان ندارد و تنیسون «به روشی غیرمستقیم» نشان می‌دهد که بی‌ایمانی اولیس سبب بی‌توجهی او به قلمرو و خانواده‌اش است. کیاسون این شعر را در بستر کلیات آثار تنیسون غیرمعمولی می‌داند، اما می‌گوید که برای فهم معنای شعر باید «غیرمستقیم بودن» آن درک شود. به گفتهٔ او شعرْ اعتقاد تنیسون را مبنی بر اینکه «بی‌توجهی به مقدسات دینی و واگذاردن همه‌چیز به امیال سبب انکار عیاشانه و ددمنشانهٔ مسئولیت و زندگی می‌شود» به تصویر می‌کشد.
دیگر تفسیرهای آیرونیک در پیشنهاد مخاطرهٔ جدید اولیس عطش او برای کنار کشیدن و حتی مرگ دیده‌اند. منتقدان با اشاره به حس انفعال در شعر بر افسردگی تنیسون تأکید کرده‌اند. تی. اس. الیوت بر این باور بود که «تنیسون اصلاً نمی‌توانست قصه بگوید.» او رویکرد دانته به اولیس را هیجان‌انگیز می‌داند ولی می‌گوید اثر تنیسون «خُلقی مرثیه‌مانند» دارد. روایت «اولیس» اکشنِ چندانی ندارد، هدف قهرمان معلوم نیست، و در پایان شعر (با آن جملهٔ مشهورش) معلوم نیست که اولیس چه چیزی را «می‌جوید» و از چه چیزی «تن نمی‌آساید.» به گفتهٔ پژوهشگر دوران ویکتوریایی هربرت تاکر، شخصیت‌های تنیسون در زمان و مکان حرکت می‌کنند تا به درون خود برسند.
برای اولیس تجربه «جایی در دوردست‌ها»ست:
| [زندگانی] طاقی است که از درونش       |  | 19 … an arch wherethro'                             |
| جهانی نادیده می‌درخشد و کرانه‌اش       |  | 20 Gleams that untravell'd world whose margin fades |
| هر چه که پیش می‌روم جز ناپدید نمی‌شود. |  | 21 For ever and for ever when I move.               |

## میراث و یادگار

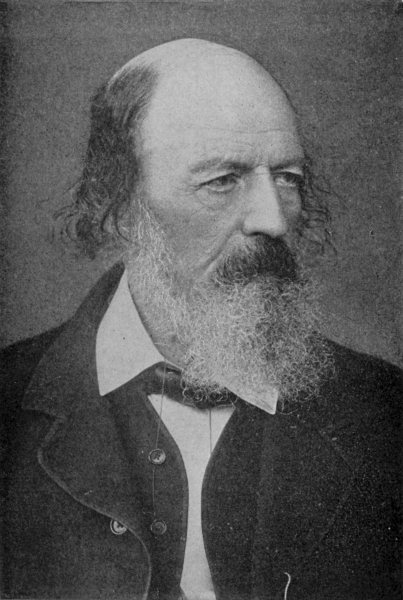
تنیسون، به‌عنوان ملک‌الشعرای بریتانیا، در اشعارش امپراتوری بریتانیا را می‌ستاید: برخی منتقدان «اولیس» را طلایه‌دار مفهوم امپریالیسم دانسته‌اند.

### بازخورد
نقدهای معاصر «اولیس» مثبت بودند و نشانی از آیرونی در آن نمی‌یافتند. جان استرلینگِ نویسنده — که مثل تنیسون عضو حواریون کمبریج بود — در سال ۱۸۴۲ در کوارترلی ریویو می‌نویسد: «اولیس چقدر رفیع است! در این اثر لحنی حماسی و دلپذیر هست، و خِرَدی واضح و پرشور، کلامی حکیمانه و تصاویری برازنده را بر قامت مرمری رنگ‌پریده اما با دوام حک می‌کند.» کتاب شعر تنیسون که در سال ۱۸۴۲ چاپ شد چنان نویسندهٔ اسکاتلندی توماس کارلایل را تحت تأثیر قرار داد که او در نامه‌ای به تنیسون با نقل این سه خط —
| شاید که گرداب‌ها ما را در خود فروکشند               |  | 62 It may be that the gulfs will wash us down; |
| شاید که به جزایر خرم برسیم                         |  | 63 It may be we shall touch the Happy Isles,   |
| و آشیل کبیرمان را، که او را می‌شناختیم، ملاقات کنیم |  | 63 And see the great Achilles, whom we knew.   |

— می‌نویسد: «این خط‌ها مرا به گریه نمی‌اندازند، ولی چیزی در من هست که با خواندن اینها همهٔ اشک‌دان‌ها را پر کند.»
الهی‌دان انگلیسی ریچارد هولت هاتن «اولیس» را «تصویر دوستانه‌ای از عطش سیری‌ناپذیر برای تجربه‌ها، مخاطرات، و تهورهای تازه»ای توصیف می‌کند که «تحت کنترل خِرَدِ درخشان و عزم خوددار» روی می‌دهد.
شاعر معاصر تنیسون متیو آرنولد از اولین کسانی بود که به روایت آیرونیک شعر اشاره کرد. به گفتهٔ او نطق اولیس «ناساده‌ترین، ناهومری‌ترین چیزی است که می‌توان پدید آورد. هومر افکارش را به تو چنان عرضه می‌کند که از چاه ذهنش برداشت می‌شود؛ جناب تنیسون افکارش را پیش از آنکه آنان را عرضه کند بادقت به هم می‌زند؛ بنابراین … جوّی رفیع و پیچیده پدید می‌آید.»
اندکی بعد، روزنامه‌نگار و محتجج مسیحی جی کی چسترتون «اولیس» را «مدیحه‌ای برای مسیحیت» دانست که انگشت روی تفاوت بین رویکرد سنتی و مدرن به این دین می‌گذارد. به گفتهٔ او «شاعر در داستان اولیس نطفهٔ عطشی درمان‌ناپذیر به بادبان برافراشتن را می‌بندد؛ ولی اولیس واقعی نمی‌خواهد بادبان برافرازد؛ می‌خواهد به خانه برگردد.»
علیرغم استقبال منتقدان ادبی از «اولیس»، اصالت یافتن آن در میان مجموعه آثار تنیسون دهه‌ها طول کشید. تنیسون آن را چندان برای نشر در گلچین‌های شعر برنمی‌گزید؛ ولی شعر معمولاً در کتاب‌های آموزشی چاپ می‌شد و امروزه هم شعر آموزشی محبوبی است.
به گفتهٔ پژوهشگر اشعار تنیسون، متیو رولینسون، اهمیت امروزی آن در مجموعه آثار تنیسون مدیون دو چیز است: یکی افزایش مطالعات سنتی شعر و ادبیات انگلیسی در اواخر قرن نوزدهم، و دیگری مساعی صورت‌گرفته در دوره ویکتوریایی در راستای بیان کردن فرهنگی بریتانیایی که بتوان آن را به جوامع دیگر صادر کرد.
به گفتهٔ او «اولیس» جزئی است از پیشاتاریخ امپریالیسم — واژه‌ای که در سال ۱۸۵۱ به زبان راه یافت. قهرمان روایت مثل یک «فرماندار مستعمراتی» سخن می‌گوید و ارجاعش به «جستجوی جهانی نو» (خط ۵۷) یادآور عبارت برِّ جدید است که در رنسانس رواج یافت.
بااینکه «اولیس» را نمی‌توان اثری امپریالیستی دانست، آثار آتی تنیسون به عنوان ملک‌الشعرای بریتانیا گاه ارزش استعمار بریتانیا را ستوده‌اند و محکوم به میهن‌پرستی افراطی شده‌اند. رولینسون با اشاره به استنباط تئوریسین مارکسیست لوئی آلتوسر که ایدئولوژی را تابع زمان نمی‌داند، می‌گوید شعر تنیسون «پیش از ساختار ایدئولوژیک‌ای آمده که خوانندگان شعر را برای آن دلتنگ می‌کند.»

### تأثیرات بر ادبیات و فرهنگ
تی. اس. الیوت در جستاری در سال ۱۹۲۹ «اولیس» را «شعر بدون عیب» نامید.
پیرانه‌سریِ الیوت (۱۹۲۰) نیز شباهتی به «اولیس» دارد. راوی هر دو شعر مردی کهنسال است که در مورد پایان عمرش تأمل می‌کند. این قطعه از پیرانه‌سری به نظر برداشتی آیرونیک از خطوط آغازین «اولیس» می‌نماید:
| صخره‌ها، جلبکان، گل‌نازیان، پولاد، رودها           |  | 13 Rocks, moss, stonecrop, iron, merds.          |
| زن آشپزخانه را نگاه می‌دارد، چای می‌سازد           |  | 14 The woman keeps the kitchen, makes tea        |
| عصرگاهان عطسه می‌کند، [من] افتاده در جوی آبِ بدخلق |  | 15 Sneezes at evening, poking the peevish gutter |
| مرد کهنسالی هستم                                 |  | 16 I am an old man,                              |
| کله‌ای خام در میان جاهای بادخیز                   |  | 17 A dull head among windy places                |

شاعر ایتالیایی جووانی پاسکولی (۱۸۵۵–۱۹۱۲) نیز عنوان کرده‌است که شعر بلندش سفرِ آخر تلاشی بوده در جهت پیوند اولیس دانته و تنیسون به پیش‌گویی تئیریاس که اولیس «به مرگی آرام از دریا» خواهد مرد.
اولیسِ پاسکولی به جای آنکه سفری جدید آغاز کند، ایتاکا را ترک می‌گوید تا مسیر سفر حماسی‌اش در ادیسه را باز تکرار کند.
بااینکه در قرن بیستم تفسیرهایی جدید از شعر عرضه شد، «اولیس» امروزه همچنان شعر تحسین‌شده‌ای است.
استاد ادبیات بسیل وایلی در سال ۱۹۵۶ می‌نویسد: «در اولیس حس اینکه او باید به حرکت ادامه دهد و در عاطل نشستن نپوسد به شکلی عینی، و با داستانی کلاسیک بیان شده و نه به شکلی ذهنی و از تجربیات خود شاعر. [تنیسون] در اینجا از هر جای دیگر به کمال روشش نزدیک‌تر است: ساده، جدی، آزاد از قید تزئینات اضافی، و پر از احساسات تنگ در چنگ گرفته‌شده.»
در ویرایش پانزدهم گفتاوردهای آشنای بارتلت (۱۹۸۰) نه قطعه از «اولیس»، شامل ۳۶ تا از ۷۰ خط شعر، نقل شده‌است. در ویراست نهم این کتاب (۱۸۹۱) تنها شش خط نقل شده بود.
بسیاری از خوانندگان نیز خط‌های پایانی «اولیس» را انگیزشی یافته‌اند. چندین مدرسه و سازمان خط آخر شعر را به‌عنوان شعار خود برگزیده‌اند. این خط همچنین بر صلیبی در آبزرویشن هیل جنوبگان نقش بسته‌است تا یاد رابرت فالکون اسکات و گروه اعزامی ترا نووا را — که در سال ۱۹۱۲ در بازگشت از کاوشی در قطب جنوب درگذشتند — گرامی دارد:
| یک جانِ یکه از قلب‌هایی قهرمانانه                           |  | 68 One equal temper of heroic hearts,             |
| واخورده از جفای سرنوشت و گذشت زمان، ولی با اراده‌ای پرقدرت |  | 69 Made weak by time and fate, but strong in will |
| پی کوشیدن، پی جوییدن، پی یافتن، و دمی سر نسپردن           |  | 70 To strive, to seek, to find, and not to yield. |

### فهرست منابع
- Baum, P.F. (1948). Tennyson: Sixty Years After. Archon Books. Retrieved 2018-08-29.
- Bartlett, John (1980). Familiar quotations: a collection of passages, phrases, and proverbs traced to their sources in ancient and modern literature. Boston: Little Brown. ISBN 0-316-08275-9. OCLC 6421457.
- Campbell, Matthew (1999). Rhythm and will in Victorian poetry. Cambridge, U.K. New York: Cambridge University Press. ISBN 0-521-64295-7. OCLC 48139611.
- Chesterton, G.K. (1905). Heretics. John Lane. Retrieved 2018-08-29.
- Chiasson, E. J. (1960). "Tennyson's 'Ulysses'—A Re-Interpretation".  In Killham, J. (ed.). Critical Essays on the Poetry of Tennyson. Routledge and Kegan Paul. Retrieved 2018-08-29.
- Cressman, Edmund D. (1982). "The Classical Poems of Tennyson". The Classical Journal. JSTOR. 24 (2): 98-111. ISSN 0030-8129.
- Culler, A. Dwight (1975). "Monodrama and the Dramatic Monologue". PMLA. JSTOR. 90 (3): 366. doi:10.2307/461625. ISSN 0030-8129.
- Dransfield, Scott (2008-09-22). "The Morbid Meters of Maud". Victorian Poetry. 46 (3). ISSN 0042-5206. Retrieved 2018-09-09.
- Eliot, T.S. (1950). Selected Essays, 1917–1932: 1917–1932. Houghton Mifflin Harcourt. ISBN 978-0-547-54379-6. Retrieved 2018-08-29.
- Fulweiler, Howard (1993). Here a captive heart busted: studies in the sentimental journey of modern literature. New York: Fordham University Press. ISBN 0-8232-1496-6. OCLC 44958151.
- Gorman, Francis (2004). "Victorian poetry: an annotated anthology". The Modern Language Review. Blackwell Pub. 101 (3). doi:10.2307/20466932. ISBN 0-631-23435-7. OCLC 53098995.
- Hughes, Linda K. (1979). "Dramatis and private personae: 'Ulysses' revisited". Victorian Poetry. 17 (3): 192–203.
- Jordan, E. (1988). Alfred Tennyson. British and Irish Authors. Cambridge University Press. ISBN 978-0-521-31337-7. Retrieved 2018-09-09.
- Killham, J. (1960). Critical Essays on the Poetry of Tennyson. Routledge and Kegan Paul. Retrieved 2018-08-29.
- Markley, A.A. (2004). Stateliest Measures: Tennyson and the Literature of Greece and Rome. University of Toronto Press. ISBN 978-0-8020-8937-3. Retrieved 2018-08-29.
- Ostriker, Alicia (1967). "The Three Modes in Tennyson's Prosody". PMLA. JSTOR. 82 (2): 273. doi:10.2307/461298. ISSN 0030-8129.
- Pettigrew, John (1963). "Tennyson's 'Ulysses': a reconciliation of opposites". Victorian Poetry. 1: 27–45.
- Rader, Ralph Wilson (1962). "Tennyson in the Year of Hallam's Death". PMLA. JSTOR. 77 (4): 419. doi:10.2307/460566. ISSN 0030-8129.
- Robson, W. W. (1957). "The Dilemma of Tennyson".  In Killham, J. (ed.). Critical Essays on the Poetry of Tennyson. Routledge and Kegan Paul. Retrieved 2018-08-29.
- Roura, R.M. (2011). The Footprint of Polar Tourism: Tourist Behaviour at Cultural Heritage Sites in Antarctica and Svalbard. Circumpolar studies. Barkuis Pub. ISBN 978-90-77922-87-3. Retrieved 2018-09-09.
- Rowlinson, Matthew (1992). "The Ideological Moment of Tennyson's 'Ulysses'". Victorian Poetry. 30 (3/4): 265–276.
- Rowlinson, Matthew (1994). Tennyson's fixations: psychoanalysis and the topics of the early poetry. Charlottesville: University Press of Virginia. ISBN 0-8139-1478-7. OCLC 29028052.
- Sanders, Charles Richard (1961). "Carlyle and Tennyson". PMLA. JSTOR. 76 (1): 82. doi:10.2307/460317. ISSN 0030-8129.
- Schwarz, Daniel (1987). Reading Joyce's Ulysses. New York: St. Martin's Press. ISBN 0-312-66458-3. OCLC 13424097.
- Storch, R. F. (1971). "The fugitive from the ancestral hearth: Tennyson's 'Ulysses'". Texas Studies in Literature and Language. 13 (2): 281–297.
- Stanford, W.B.; Luce, J.V. (1975). The quest for Ulysses. Phaidon Press. Retrieved 2018-09-09.
- Stanford, William (1992). The Ulysses theme: a study in the adaptability of a traditional hero. Dallas, TX: Spring Publications. ISBN 0-88214-355-7. OCLC 26672727.
- Tennyson, Alfred Tennyson,; Day, Aidan (1991). Alfred Lord Tennyson: selected poems. Penguin Books. ISBN 0-14-044545-5. OCLC 26132497.{{cite book}}:  نگهداری CS1: نقطه‌گذاری اضافه (link)
- Tennyson, A.T.B.; Tennyson, A.L.; Roberts, A.C. (2000). Alfred Tennyson. Oxford authors. Oxford University Press. ISBN 978-0-19-288048-2. Retrieved 2018-08-20.
- Thomson, Alastair (1986). The poetry of Tennyson. London New York: Routledge & Kegan Paul. ISBN 0-7102-0716-6. OCLC 13217880.
- Tucker, Herbert F. (1983). "Tennyson and the Measure of Doom". PMLA. JSTOR. 98 (1): 8. doi:10.2307/462069. ISSN 0030-8129.
- Wallace, D.B. (2006). Education, Arts, and Morality: Creative Journeys. Path in Psychology. Springer US. ISBN 978-0-306-48671-5. Retrieved 2018-09-09.
- "In Memoriam" by Alfred, Lord Tennyson. Macmillan Master Guides. 1987. ISBN 978-1-349-08909-3. Retrieved 2018-09-09.

- شکسپیر، ویلیام (۱۳۶۰). هملت. ترجمهٔ م. ا. به آذین. تهران: نشر دوران. دریافت‌شده در ۹ سپتامبر ۲۰۱۸.
- آلیگیری، دانته (۱۳۷۸). کمدی الهی — دوزخ. ترجمهٔ شجاع‌الدین شفا. تهران: انتشارات امیرکبیر.